# تكلفة المستخدم
تكلفة المستخدم هي تكلفة استخدام المنتج أو الخدمة. يمكن أن تطبق تكلفة المستخدم لكل استخدام للمنتجات أو الخدمات أو لاستخدام المنتج أو الخدمة. الأول هو تكلفة كل مرة والثاني هو تكلفة مجموعة مرات محددة من الاستخدام أو إجمالي مرات الاستخدام.

## التطبيق

### الحكومات

#### الولايات المتحدة الأمريكية
قد تطبق حكومة الولايات المتحدة الأمريكية تكلفة المستخدم على المستقبلين الذين يمكن تعريفهم والذين يتمتعون بمزايا خاصة مستمدة من الخدمات الفيدرالية بخلاف ما يتم الحصول على من الخدمات العامة. يجب أن تكون تكاليف المستخدم كافية لاسترداد التكلفة الكاملة للحكومة الفيدرالية فيما يتعلق بتزويد الخدمات أو الموارد أو المنتجات المقدمة من الحكومة. يجب كلما أمكن تحديد معدلات تكاليف المستخدم بخلاف قيم الدولار الثابتة من أجل القيام بالضبط اللازم بشأن التغييرات في التكاليف الخاصة بالحكومة أو التغييرات في أسعار السوق لتزويد المنتجات أو المواد أو الخدمات.

#### الاتحاد الأوروبي
التكلفة المدفوعة لخدمة بيئية محددة مثل الخدمات المقدمة للمستخدم بشأن معالجة مياه الصرف أو التخلص من النفايات.